# Companhias Alpinas

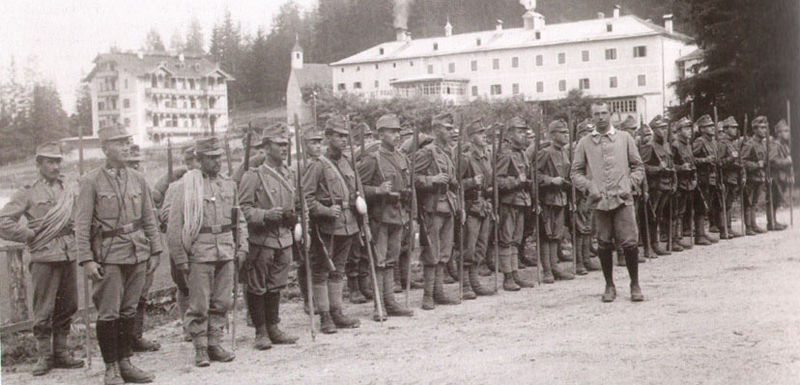
Companhia Alpina em desfile

As Companhias Alpinas (em alemão: Hochgebirgskompanien) eram tropas especializadas de infantaria de montanha que faziam parte das forças terrestres austro-húngaras durante a Primeira Guerra Mundial.

## História
Como as forças normais não podiam ser empregadas em missões de reconhecimento e combate nas altas montanhas dos Alpes, em 1916 foram criadas as companhias Streif Alpinas (Streifkompanien). Em 1917, elas foram renomeadas para Hochgebirgskompanien ("companhias alpinas" ou, literalmente, "companhias de alta montanha"). Os membros dessas companhias representavam todos os grupos étnicos da monarquia em conjunto. Todos possuíam experiência alpina prévia, seja como resultado de sua experiência agrícola ou como turistas alpinos antes da guerra, e eram especificamente treinados para lutar nas montanhas. Os oficiais e homens especialmente selecionados das companhias de montanha recebiam equipamentos alpinos e eram destinados, e na prática, capazes, de superar obstáculos naturais mesmo nos terrenos mais difíceis. 

## Missão
A missão desta força especializada (ou Schwarm) era proteger e manter trilhas e rotas de escalada em terrenos alpinos elevados, bem como tornar viáveis as rotas de abastecimento militar. Para isso, eles estavam equipados com cabos de aço, escadas de corda, barras de ferro e outros equipamentos. 

## Organização
Uma companhia alpina era dividida em um QG, três pelotões de fuzileiros e um pelotão de metralhadoras equipado com duas metralhadoras 07/12, três a quatro patrulhas de guias de montanha, duas patrulhas telefônicas e uma seção técnica. 
A reposição de pessoal vinha das unidades disponíveis no respectivo ramo do exército. Os batalhões de substituição de baixas em combate (Ersatzbataillone), dos quais se originava a maioria dos homens das companhias individuais, eram designados como quadros de substituição; como resultado, podiam ser unidades do Exército Comum ou do k.k. Landwehr. 

## Equipamento
O equipamento pessoal de um soldado nas companhias alpinas consistia em: mochila, alpenstock, raquetes de neve (Schneereifen), óculos de neve, botas de montanhismo, Krötteln (grampos) e, de acordo com os regulamentos de 1918 para o equipamento e vestuário na guerra de montanha: um par de grampos de dez pontas, equipamento completo de esqui, corda de avalanche, um par de capas de sapato, um par de sobreluvas, um blusão, calças à prova de vento e um macacão de neve ou - na sua ausência - uma jaqueta de neve. 
As companhias alpinas estavam entre as unidades mais condecoradas das forças imperiais. Vários membros foram condecorados com a Ordem Militar de Maria Teresa, como, por exemplo, o Tenente Peter Scheider, da 17ª Companhia Alpina, pela captura da Serra Monticello, no Passo Tonale (junto com a 28ª Companhia sob o comando do Tenente Toni Kaaserer), no verão de 1918, durante a Operação Avalanche (Unternehmen Lawine). 